# アロンアルフア
アロンアルフア（アロンアルファ、Aron Alpha）は、東亞合成が製造・販売（高度管理医療機器としては第一三共が販売を担当）しているシアノアクリレート系瞬間接着剤で、同社の登録商標（日本第748367号ほか）である。
1963年に工業用として誕生。1971年に一般家庭での使用に適した成分構成（工業用よりはスペックダウンさせている）とした一般家庭用を発売開始。発売開始当初は青色の容器であったが、消費者から「液が容器の中で固まる」とのクレームを受けて、程なく現在の黄色の容器となる。空気に触れると乾燥し凝固するため、長らく容器は蓋代わりに針が使われていたが、現在は容器を改良し針ではなくなっている。
業界のトップブランドであると同時に日本では瞬間接着剤の代名詞となっている。一般家庭用はコニシが販売委託を受けているため「ボンド アロンアルフアシリーズ」として発売している。
海外輸出も行っており、アジア、北米（ブランド名はKrazy Glue（クレイジーグルー））を中心に世界30カ国以上で発売している。
2019年9月18日には、「一般消費者向け瞬間接着剤最長寿ブランド」としてギネス世界記録の認定を受けている。

## 商品の概要
（シアノアクリレート系接着剤の一般的性質については、瞬間接着剤の記事を参照のこと）
- 「一般用」「ゼリー状」「ハイスピード」「プチペン」などシリーズ化されている。
- アロンとは、前身の矢作工業設立当初、主要製品の商標に弓矢をイメージしたマークを採用していたため、その弓矢を意味する「アロー」と、代表的な合成樹脂のナイロンやテフロンなどの「ロン」と、主成分「アルファシアノアクリレート」の「アルファ」から製品名とした[4]。子会社「アロン化成」も東亞合成からアロンの商標権を使用できるように許諾を得た。
- 商品名の最後の「ア」は小文字ではない（“アロンアルファ”ではなく“アロンアルフア”）が、読みは『フア』ではなく『ファ』である。

## 歴代コマーシャル
奇抜な発想によるコマーシャルが数多く製作され、ACC全日本CMフェスティバル（ACC）やカンヌ国際広告祭、クリオ賞などで数々の賞を受賞している。これらのCMでは、映像上の演出（ただし一発撮り）なので、一般人は真似を絶対にしないよう呼びかけている。
- 壁にアロンアルフアを塗り、そこにウィリー走行でオートバイを走らせて前輪のタイヤを壁に当てて停止。タイヤは壁に接着したままで、ライダーはオートバイを降りてもオートバイは倒れずそのままの状態で立っている（高い反響があった）。
- ハンマー投の部品をくっつけ試合と同様に回転させて投げる。投げて着地してもその衝撃では外れない。
- 割れたレコードの破片をくっつけ、再び聞けるようにする。
- ジープ2台のウインチ先端に付けた金属部品同士を接着剤でくっつけ、瓦礫の斜面から引っぱり上げる。
- ゴルフボールの上に乗って回っている独楽の軸の接地面にアロンアルフアを垂らし、その後スーパーセットの瞬間液を垂らして瞬時に独楽の回転を止める。

- 鉄棒にパワーショベルをくっつけて懸垂させる。
- 風船にアロンアルフアを塗り、ダーツの矢を当てる。風船は割れず、矢がくっついてしまう。
- 人形をアイスホッケーのパックやジェットコースターの先頭車両にくっつけてその耐久性を調べる。いずれも終盤まで接着面から離れないが、人形が裸に近い状態になるオチが付いている。
- 自転車の上に自動車を乗せて走る。
- 雑技団のメンバーが出演し、公園のシーソーを傾けさせ、そこにアロンアルフアを塗ってバク転をする。
- 同じく雑技団のメンバーが家庭のテーブルでアイロンを接着させ、そこでアイロンを取っ手に逆立ちをする。
- 近年（1999年製作）のCMでは、日本人が日常的に考える「壊れたら捨てる」（いわゆる「使い捨て」）主義を考え直して、壊れたら直すことを訴える内容のCMが放送された。それにはロボットの人形（フィギュア）や電気スタンド、ハイヒール、挙句には人間や自動車までもが捨てられるという社会風刺を取り入れていた。
- 2010年新作で、ロンドンの2階建てバスの天井をクレーン車で上げて外すというもの。この際画面右下に「これは実験CMです。」という断り書きを入れた。
- イメージキャラクターは今直筑乃（いますぐつくの、声：阿澄佳奈）
- 2021年からCMで2020年東京オリンピック男子柔道100㎏級金メダリストのウルフ・アロンが出演。
- かつては声優・俳優・ナレーターの内海賢二が古代ギリシャ風の衣装で顔出し出演していた事もあった。

## コマーシャル以外での性能実験
- テレビ番組「ほこ×たて」において、アロンアルフアは永久磁石の中で一番反発力の強いネオジム磁石を接着できるのかを実験した。磁石の磁場が働くように、軸にアロンアルフアを塗る方のネオジム磁石を入れた後に接着する磁石をもう一つ入れ、入れておいたネオジム磁石にアロンアルフアを塗り、後から入れたネオジム磁石を接着して30秒間待ち、留め具を外す。留め具を外しても離れなければアロンアルフアの勝ち、離れたらネオジム磁石の勝ちと決めて行われた。結果は全く離れず、ネオジム磁石を完全に接着していた。この事からアロンアルフアは、ネオジム磁石をも接着できる強力接着剤であると改めて証明された。

## 類似商品
- 100円ショップで販売されている同様の瞬間接着剤の名称（いわゆるコピー品、パロディー品）に「ツリロンアルファ」（アルファ商事株式会社）や「ゼリーアルファ」などというものがある。「ツリロンアルファ」が「アロンアルフア」に似ていると言うことが過去にテレビのクイズ番組（「ダウトをさがせR」）の「ダウトな商品」コーナーで取り上げられた。